# Mount Moritz
Mount Moritz ist ein Ort auf der Insel Grenada. Das Dorf liegt küstennah im Westen der Insel auf 183 Meter über dem Meeresspiegel am Hang des gleichnamigen Berges Mount Moritz und gehört zum Parish Saint George.

## Etymologie
Der Name geht zurück auf den Franzosen Harding Moritz, der bis 1817 auf einer Kakao-Plantage in der Region des heutigen Dorfes lebte.